# 普子镇
普子镇，是中华人民共和国重庆市彭水苗族土家族自治县下辖的一个乡镇级行政单位。

## 行政区划
普子镇下辖以下地区：
鼓田社区、双桥社区、普子坝村、大龙桥村、凤凰村、沙坝村、四合庄村、新坪村、桐泉村、凤山村和石坝子村。